# Шелестюк, Богдан Александрович
Богда́н Алекса́ндрович Шелестю́к (род. 17 мая 1990, Макеевка) — украинский боксёр, представитель полусредних весовых категорий. Выступал за сборную Украины по боксу в первой половине 2010-х годов, чемпион украинского национального первенства, победитель и призёр турниров международного значения, обладатель бронзовой медали чемпионата Европы в Минске. Ныне — тренер по боксу. Младший брат боксёра Тараса Шелестюка.

## Биография
Богдан Шелестюк родился 17 мая 1990 года в городе Макеевка Донецкой области Украинской ССР. Занимался боксом с раннего детства, тренировался вместе со своим старшим братом Тарасом, который впоследствии тоже стал известным боксёром, становился чемпионом мира и призёром Олимпийских игр. Проходил подготовку под руководством тренеров Владимира Винникова, Феликса Приходько и Виталия Воловика.
Первого серьёзного успеха на международном уровне добился в сезоне 2007 года, когда вошёл в состав украинской национальной сборной и одержал победу на чемпионате Европы среди юниоров в Сербии, в частности в финале взял верх над россиянином Дмитрием Полянским.
На чемпионате Украины 2010 года в Сумах занял в зачёте первой полусредней весовой категории второе место, уступив решающем поединке Александру Ключко. Выступил на международном турнире в Анкаре, где в 1/8 финала был побеждён российским боксёром Александром Соляниковым.
В 2011 году был лучшим на чемпионате Украины в Харькове, взяв в финале реванш у Ключко.
В 2012 году получил бронзу на Мемориале Николая Мангера в Херсоне, уступив на стадии полуфиналов соотечественнику Денису Беринчику. Принимал участие во Всемирном студенческом чемпионате в Баку.
Наибольшего успеха в своей спортивной карьере добился в сезоне 2013 года, когда побывал на чемпионате Европы в Минске и привёз оттуда награду бронзового достоинства, выигранную в полусреднем весе — в полуфинале единогласным решением судей потерпел поражение от россиянина Александра Беспутина.
На чемпионате Украины 2014 года в Киеве дошёл только до четвертьфинала, уступив Игорю Нестерову.
В 2015 году в составе команды «Украинские атаманы» принимал участие в матчевых встречах лиги World Series of Boxing.
Завершив спортивную карьеру, занялся тренерской деятельностью.